# 신혜경 (1958년)
신혜경(申惠景, 1958년 ~ )은 대한민국의 군인이다.
그녀는 2010년 1월 1일을 기하여 준장으로 진급하면서 대한민국 여군 사상 5번째 장성급 장교가 되었으며 이후 2012년 12월 31일을 기하여 육군 준장 예편하였다.

## 특점
그녀는 양승숙, 이재순, 윤종필, 박순화, 박명화, 최경혜, 송명순, 이은수, 김귀옥, 윤원숙 등과 아울러 대한민국 여군 장교 출신 장군 1세대 가운데 일원으로 일컬어진다.

## 학력
- 1977년 서울 중경고등학교 졸
- 1979년 국군간호사관학교 졸(20기)
- 1986년 한국방송통신대학교 행정학과 학사
- 1989년 경북대학교 교육대학원 교육학 석사

## 가족 관계
그녀의 부군 역시 군 장교 출신으로 해사 34기(1980년 임관) 및 국방대학교 출신이고 예비역 대한민국 해군 대령 출신인 허종철(許鐘哲, 천주교 세례명은 유스티노)인데 그녀는 부군 허종철(許鐘哲) 선생과의 사이에 2녀가 있다.

## 주요 경력
- 前 국군강릉병원 간호부장
- 前 국군서울지구병원 간호부장
- 前 대한민국 국군간호사관학교 교수부장
- 前 대한민국 육군본부 간호병과장
- 前 제22대 대한민국 국군간호사관학교 학교장

## 같이 보기
- 이영숙 (국간사 21기 및 예비역 육군 소령 출신)